# 澤邊寧央
澤邊 寧央（さわべ ねお、1997年10月17日 - ）は、日本の俳優。福岡県出身。2025年3月末までBE THEREに所属。

## 出演

### 舞台
- 骨髄移植キャンペーン ミュージカル『明日への扉』

2017年
- ミュージカル『スタミュ』（4月） - アンサンブル
- Fate/Grand Order THE STAGE –神聖円卓領域キャメロット-（9月 - 10月） - アンサンブル

2018年
- ミュージカル『Code：Realize』（5月） - アンサンブル
- ミュージカル『スタミュ』-2ndシーズン-（7月） - アンサンブル
- 舞台 劇団シャイニング from うたの☆プリンスさまっ♪『ポラリス』（9月 - 10月） - アンサンブル
- LIVE THEATER『Royal Scandal～秘恋の歌姫［ディーヴァ］～』（11月 - 12月） - エルマ 役

2019年
- ミュージカル『封神演義－目覚めの刻－』（1月） - 李興覇 役
- 文豪とアルケミスト 余計者ノ挽歌（2月 - 3月） - アンサンブル
- ミュージカル『薄桜鬼 志譚』風間千景篇（4月） - アンサンブル
- ミュージカル『スタミュ』スピンオフ team柊 単独レビュー公演『Caribbean Groove』（5月 - 6月） - ピエール 役
- 2.5次元ダンスライブ『ツキウタ。』ステージ 第9幕『しあわせあわせ』（10月 - 11月） - 師走駆 役
- 月花神楽・花王宴（かおうのうたげ）（11月） - 師走駆 役

2020年
- 2.5次元ダンスライブ『ツキウタ。』ステージ 第10幕『月歌奇譚 太極伝奇』（1月 - 2月） - 師走駆 役
- 劇団SUTTHINEE 第六回公演 舞台『LAFESTA〜人生のレシピ〜』（3月） - 主演・川口昴 役
- 攪拌（5月）※全公演中止
- 2.5次元ダンスライブ「TSUKIPRO STAGEキソセカイステージ：eins『ソラヲワタルカゼ』」（6月） - 師走駆 役 ※全公演中止
  - LUNATIC LIVE 2020 in Taiwan（6月） - 師走駆 役 ※全公演中止

- 贈られた命-此処に産まれた意味-（9月） - 青風優希 役
- 2.5次元ダンスライブ「TSUKIPRO STAGEキソセカイステージ：eins『ソラヲワタルカゼ』」（12月） - 師走駆 役※無観客生配信

2021年
- 劇団オモテナシ『碧い湖に住むニーナ』（1月）※公演中止
- 2.5次元ダンスライブ「S.Q.S Episode 6 キソセカイステージ：zwei 『アカイホノオ』」（3月） - 師走駆 役
- SPIRAL CHARIOTS 第26回本公演『HATTORI半蔵Ⅳ』（6月 - 7月） - 故門司アミナ 役
- 2.5次元ダンスライブ『ツキウタ。』ステージ - 師走駆 役
  - LUNATIC LIVE 2021（9月）※全公演中止
  - 第11幕『月花神楽～黒と白の物語～』（9月 - 10月）

- SPIRAL CHARIOTS 第27回公演『いつ、殺した?』（11月） - 主演・桐木冬馬 役
- 劇団CATMINT 第17回公演『青い世界線Episode1～哀憐～』（7月 - 8月） - 近藤夕斗 役

2022年
- 文豪とアルケミスト 捻クレ者ノ独唱（2月） - 里見弴 役
- 2.5次元ダンスライブ『ツキウタ。』ステージ 第12幕『裏斬心 -Children are sometimes ruthless and cruel.-』（3月 - 4月） - 師走駆 役
- 音楽劇『WINNIE-THE-POOH! もうひとつの物語。』（5月）
- LUCKUP produce 『蝶々結び』（8月）
- 2.5次元ダンスライブ「TSUKIPRO STAGE Episode2『月野奇譚 太極伝奇 -金蘭之契-』」（9月） - 師走駆 役 ※全公演中止
- ぼくらにも救える命がある！ダンス・ミュージカル『お私立 花村学園』2022（10月） - ⻄条奏 役
- 2.5次元ダンスライブ『ツキウタ。』ステージ - 師走駆 役
  - 第13幕『月野百鬼夜行綺譚 依依恋恋』（11月 - 12月）
  - Girl’s Side MEGASTA. Episode2『Goodbye my dear Frenemy.』（12月）

2023年
- T-gene stage『嘘つき』（1月） - マサ 役
- LUCKUP produce『INDESINENCE Case:Beautiful Vermilion Ways』（2月）
- SPIRAL CHARIOTS 第31回公演『dust letter』−for a dead persons gardenia−（4月）
- アナログスイッチ 19th situation『信長の野暮』（5月）
- 2.5次元ダンスライブ「ALIVESTAGE Episode 8『太極伝奇の、舞台裏』」（7月 - 8月） - 師走駆 役
- あゝ青春の血は燃ゆる（9月）
- T-gene stage『消された声』（10月） - 富沢コウ 役
- 2.5次元ダンスライブ『ツキウタ。』ステージ 第14幕『Rabbits Kingdom Resurrection』（11月） - 師走駆 役
- SAB-on Produce 舞台『権乱業火 ～火に咲く花～』（12月） - 猛破 役

2024年
- T-gene stage『コトの葉』（1月） - 主演
- T-gene stage『囚われた5人？』（4月） - 根尾駄余 役
- 文豪とアルケミスト 旗手達ノ協奏（6月） - 里見弴 役
- T-gene stage『図ったん×ひょったん the STAGE』（6月）- 日替わりゲスト
- 徒桜（7月）
- SPIRAL CHARIOTS 第34回公演『ふれられないから、みている。みていられないから、ふれる。』（8月）- 主演・伏見懸垂 役
- NOVA READING vol.5 朗読劇『異世怪論』（9月） - 6日に出演
- T-gene stage『Episode 犬紀村』（10月） - マル 役
- ボクジェネpresents 舞台『シバイノツクリカタ』（12月）

2025年
- ボクジェネpresents 舞台『THREE’S 2025』（1月 - 2月）- 伊審判 役
- T-gene Stage『正義の味方 〜ジャスティス・タクティス〜』（2月 - 3月）- 野々村俊 役
- LUNATIC FES 2025 ～NOBLE FLOWERS～（3月） - 師走駆 役
- T-gene stage『囚われた5人？-2025-』（4月 - 5月）- 根尾駄余 役
- 小菅プロデュース 第二弾 舞台『初恋雨』（6月）
- T-gene Stage『Altersong』（6月）
- 舞台『ぼくらの七日間戦争2025』（8月 - 9月〈予定〉） - 宇野秀明 役
- 2.5次元ダンスライブ『ツキウタ。』ステージ 第15幕『SCHOOL REVOLUTION 月野学園物語 -百年アオハル-』（10月中旬頃予定）

### LIVE
- 氣志團万博2016
- 〜房総ロックンロール・チャンピオン・カーニバル〜 Presented by シミズオクト
- K-キャライヴ- 伊佐那 社 役
- キャライヴクリスマス公演 伊佐那 社 役
- GoRAが語る『K』の会 vol.5 & vol.6
- angelaのミュージック・ワンダー★特大サーカスin日本武道館～僕等は目指したShangri-La～

### イベント
- ジュノン・スーパーボーイ・コンテストBEST100
- PBA.Best 38
- 秋葉友佑の生後29年記念祭（2021年4月）
- KatahaBAR's-結成~卒業Live-（2022年4月）
- ゆうすけくんのお誕生日会！！（2022年4月）
- 映画『ウルフハンターが行く！ アメリカ南北戦争編』完成記念イベント ～ネタバレ厳禁！！公開よりひと足先に人狼を探し出せ！～（2022年4月）
- 縣豪紀 30th Birthday Event（2022年6月）
- 映画『ウルフハンターが行く！ アメリカ南北戦争編』舞台挨拶（2022年8月）
- ACTORS☆LEAGUE in Basketball 2022（2022年10月）
- EMBLEM DASH!! vol.2（2022年12月）
- リベルテ Vol.22（2022年12月）
- T-gene stage『嘘つき』前夜祭（2023年1月）
- 縣豪紀 BIRTHDAY EVENT（2023年1月） - ゲスト
- 図ったん×ひょったん vol.12（2023年4月）
- T-gene学園 vol.4『おしえて、図師先生』〜日直:田中彪〜（2023年6月）
- バースデーイベント『小さく広がれ！たこりんぐ』（2023年6月）
- 吉田知央企画イベント『ちひ屋vol.1』（2023年7月）
- 2.5次元ダンスライブ「ツキウタ。」ステージ第13幕『月野百鬼夜行綺譚 依依恋恋』BACKSTAGE PARTY IN animate（2023年8月）
- あがたさんち～夏祭り2023～（2023年8月）
- T-gene stage『消された声』【本番直前！前夜祭開催決定！】（2023年9月）
- T-geneStage『消された声』後夜祭（2023年10月）
- XMAS THEATER GAMES 谷佳樹チーム VS 鷲尾修斗チーム（2023年12月）
- 図ったん×ひょったん 忘年会2023（2023年12月）
- T-gene stage『コトの葉』前夜祭（2024年1月）
- 縣豪紀 Birthday Event 2024（2024年2月）
- T-gene stage『コトの葉』後夜祭（2024年2月）
- T-gene Stage『囚われた5人？』前夜祭（2024年4月）
- T-gene Stage『囚われた5人？』後夜祭（2024年5月）
- あがたさんち〜夏祭り2024〜（2024年7月）
- GAME×ACTOR ゲーム&トークファンミーティングイベント（2024年8月） - ゲスト
- Fillイベ！vol.5 ―鷲尾修斗のおしゃべり1本勝負！コラボSP〜夏祭り〜2Days―（2024年8月）
- ザ・フィクション vol.8（2024年9月）
- T-geneStage『Episode 犬紀村』前夜祭（2024年10月）
- 澤邊寧央 Birthday Event 2024（2024年11月）
- T-geneStage『Episode 犬紀村』後夜祭（2024年11月）
- 松井勇歩birthdayイベント（2024年11月） - ゲスト
- ボクラ団社×T-gene 合同企画『ボクジェネvol.4』（2024年11月）
- ボクラ団社×T-gene 合同企画『ボクジェネvol.5』（2024年12月）
- GAME×ACTOR ゲーム&トークファンミーティングイベント（2024年12月） - ゲスト
- T-gene学園『クリスマスバージョン』（2024年12月）
- 大忘年会！タツトーーク！ ～Part.5（2024年12月） - ゲスト
- 鷲尾修斗バースデーイベント2024（2024年12月） - ゲスト
- 図ったん×ひょったん 大忘年会！（2024年12月）
- ボクラ団社×T-gene 合同企画『ボクジェネvol.6』（2025年1月1）
- 秋葉友佑ファンミーティング 『Talk YU Live＃３』（2025年1月）
- 縣豪紀 33rd Birthday Event（2025年1月） - ゲスト
- ボクラ団社×T-gene 合同企画『ボクジェネvol.7』（2025年2月）
- 吉田知央 Birthday Event 2025（2025年2月） - ゲスト
- T-gene Stage『正義の味方 ~ジャスティス・タクティス~』前夜祭（2025年2月）
- 小菅プロデュース 第二弾 ～記者会見イベント～（2025年3月）
- T-gene Stage『正義の味方 ~ジャスティス・タクティス~』後夜祭（2025年3月）
- T-gene Stage『囚われた5人？-2025-』前夜祭（2025年4月）
- 小菅プロデュース 第二弾 ～直前イベント～（2025年5月）

### ネット配信
- 栗田学武35歳バースデーイベント『MANABIRTH ONLINE』（2020年6月14日、ZAIKO）
- TacFes vol.4 STO〜ソーシャルタクトオンライン〜（2020年10月31日）
- ツキプロチャンネルあおぞらスペシャル！48時間生配信（2020年11月8日、YouTube・ニコニコ生放送）
- ツキプロチャンネル48時間（2021年 - 、YouTube・ニコニコ生放送）
  - 生配信2021（2021年11月）
  - 生配信2022（2022年11月）
  - マジカルTV（2023年11月）[52]

### テレビ番組
- ツキステ。TVシーズン3（2020年5月 - 6月1、TOKYO MX・BS日テレ）
- プロステTV（2022年1月 - 3月、TOKYO MX・BS日テレ）

### 映画
- ウルフハンターが行く！ アメリカ南北戦争編（2022年公開） - エド 役[53]

## ディスコグラフィー
| 年     | 発売日   | 商品名 | キャスト | 楽曲                               |
| ------ | -------- | --- | --- | ---------------------------------- |
| 2019年 | 11月29日 | 2.5次元ダンスライブ『ツキウタ。』ステージ 第9幕『しあわせあわせ』メインテーマ                                 | Six Gravity: 睦月始 役：縣豪紀、弥生春 役：松田岳、卯月新 役：中島礼貴、皐月葵 役：上仁樹、師走駆 役：澤邊寧央、如月恋 役：鈴木遥太 Procellarum: 霜月隼 役：TAKA、文月海 役：平井雄基、葉月陽 役：栗田学武、長月夜 役：秋葉友佑、水無月涙 役：佐藤友咲、神無月郁 役：三山凌輝   | 『しあわせあわせ』                 |
| 2019年 | 11月29日 | 2.5次元ダンスライブ『ツキウタ。』ステージ 第9幕『しあわせあわせ』劇中歌･年少組                                | Six Gravity: 師走駆 役：澤邊寧央、如月恋 役：鈴木遥太 Procellarum: 水無月涙 役：佐藤友咲、神無月郁 役：三山凌輝 | 『キミトステップ』                 |
| 2020年 | 2月28日  | 2.5次元ダンスライブ『ツキウタ。』ステージ 第10幕『太極伝奇』主題歌                                            | Six Gravity: 睦月始 役：縣豪紀、弥生春 役：松田岳、卯月新 役：中島礼貴、皐月葵 役：上仁樹、師走駆 役：澤邊寧央、如月恋 役：鈴木遥太 Procellarum: 霜月隼 役：TAKA、文月海 役：平井雄基、葉月陽 役：栗田学武、長月夜 役：秋葉友佑、水無月涙 役：佐藤友咲、神無月郁 役：三山凌輝   | 『太極伝奇～約束～』               |
| 2021年 | 11月26日 | 2.5次元ダンスライブ『ツキウタ。』ステージ 第11幕『月花神楽～黒と白の物語～』主題歌                            | Six Gravity: 睦月始 役：縣豪紀、弥生春 役：太田裕二、卯月新 役：中島礼貴、皐月葵 役：上仁樹、師走駆 役：澤邊寧央、如月恋 役：鈴木遥太 Procellarum: 霜月隼 役：TAKA、文月海 役：平井雄基、葉月陽 役：鷲尾修斗、長月夜 役：秋葉友佑、水無月涙 役：佐藤友咲、神無月郁 役：佐藤智広 | 『月花神楽』                       |
| 2021年 | 11月26日 | 2.5次元ダンスライブ『ツキウタ。』ステージ 第11幕『月花神楽～黒と白の物語～』挿入歌                            | Six Gravity: 睦月始 役：縣豪紀、弥生春 役：太田裕二、卯月新 役：中島礼貴、皐月葵 役：上仁樹、師走駆 役：澤邊寧央、如月恋 役：鈴木遥太 | 『漆黒武舞』                       |
| 2022年 | 3月25日  | 2.5次元ダンスライブ『ツキウタ。』ステージ 第12幕『裏斬心 -Children are sometimes ruthless and cruel.-』主題歌 | Six Gravity: 睦月始 役：縣豪紀、弥生春 役：太田裕二、卯月新 役：中島礼貴、皐月葵 役：上仁樹、師走駆 役：澤邊寧央、如月恋 役：鈴木遥太 Procellarum: 霜月隼 役：TAKA、文月海 役：平井雄基、葉月陽 役：鷲尾修斗、長月夜 役：秋葉友佑、水無月涙 役：佐藤友咲、神無月郁 役：佐藤智広 | 『斬心-無形ノ八重-』               |
| 2023年 | 1月27日  | 2.5次元ダンスライブ『ツキウタ。』ステージ 第13幕『月野百鬼夜行綺譚 依依恋恋』主題歌                           | Six Gravity: 睦月始 役：縣豪紀、弥生春 役：太田裕二、卯月新 役：中島礼貴、皐月葵 役：上仁樹、師走駆 役：澤邊寧央、如月恋 役：鈴木遥太 Procellarum: 霜月隼 役：TAKA、文月海 役：平井雄基、葉月陽 役：鷲尾修斗、長月夜 役：秋葉友佑、水無月涙 役：佐藤友咲、神無月郁 役：佐藤智広 | 『依依恋恋』                       |
| 2023年 | 12月29日 | 2.5次元ダンスライブ『ツキウタ。』ステージ 第14幕『Rabbits Kingdom -Resurrection-』主題歌                      | Six Gravity: 睦月始 役：縣豪紀、弥生春 役：太田裕二、卯月新 役：中島礼貴、皐月葵 役：上仁樹、師走駆 役：澤邊寧央、如月恋 役：鈴木遥太 Procellarum: 霜月隼 役：TAKA、文月海 役：平井雄基、葉月陽 役：鷲尾修斗、長月夜 役：秋葉友佑、水無月涙 役：佐藤友咲、神無月郁 役：佐藤智広 | 『Rabbits Kingdom -Resurrection-』 |